# Ben Zabo
Ben Zabo (eigentlich Arouna Moussa Coulibaly; * 24. Januar 1979 bei Touminian in der Region Ségou in Mali) ist ein Afrobeat-Musiker aus Bamako. Ben Zabo veröffentlichte sein selbstbetiteltes Debütalbum im Jahr 2012 beim Musiklabel Glitterhouse Records.

## Geschichte
Ben Zabo wurde bei Tominian in der Region Ségou geboren. Dort verbrachte er seine Kindheit. Aufgewachsen in einer adligen Familie als Mitglied des Volksstammes der Bwaba, entdeckte er seine Leidenschaft für die Musik. Im Alter von 14 Jahren begann er ein Musikstudium bei François Koita, Leiter des Orchesters von Tominian, der Bwa Band. Seine Ausbildung dauerte bis zum Ende der Highschool in Sikasso im Jahr 1999.
Nach seiner Ankunft in Bamako, wo er ein Pharmaziestudium begann, schloss er sich im Jahr 2000 auf Empfehlung des Bassisten Maxim Koita der Gruppe Coumba von Binké an. Ben Zabo begab sich zwei Jahre mit der Band auf Tournee und spielte bei mehreren Musik-Gruppen in Bamako, um im Jahr 2006 seine eigene Band zu gründen. Im selben Jahr begann Ben Zabo Musik am Conservatoire des Arts et Métiers Multimedia Bamako zu studieren, um eine Karriere als Profi-Musiker einzuschlagen.
Zu seinem Talent als Gitarrist und Sänger spezialisierte er sich als Tontechniker und konnte dadurch seit 2007 als Assistent des Toningenieurs im Studio Bogolan (Tamikrest, Ali Farka Touré, Salif Keïta, Vieux Farka Touré) in Bamako arbeiten. Dort traf er Peter Weber, Inhaber des europäischen Musiklabels Glitterhouse Records. Er bot ihm an, ein Album aufzunehmen und international zu vertreiben. Ben Zabos selbst betiteltes Debütalbum wurde 2011 in Bamako von Chris Eckman (Dirtmusic, The Walkabouts) produziert und 2012 durch Glitterhouse Records veröffentlicht.

## Diskografie
- 2012: Ben Zabo (Glitterhouse Records)

## Auszeichnungen
- 2010: Band Of The Year - Bamako